# Acquaviva Platani
Acquaviva Platani é uma comuna italiana da região da Sicília, província de Caltanissetta, com cerca de 1.231 habitantes. Estende-se por uma área de 14 km², tendo uma densidade populacional de 88 hab/km². Faz fronteira com Cammarata (AG), Casteltermini (AG), Mussomeli, Sutera.

## Demografia
| Variação demográfica do município entre 1861 e 2011                               |
|                                                                                   |
| Fonte: Istituto Nazionale di Statistica (ISTAT) - Elaboração gráfica da Wikipedia |